# Glanzhaubenturako
Der Glanzhaubenturako (Gallirex porphyreolophus, Syn.: Tauraco porphyreolophus, Musophaga porphyreolopha) ist eine im südlichen Afrika verbreitete Art aus der Familie der Turakos (Musophagidae).

## Gestalt
Der Glanzhaubenturako erreicht eine Körperlänge von ca. 40 Zentimetern. Er hat eine grüne Färbung und ist auf der unteren Rückenhälfte und den Flügeln metallisch blau gefärbt. Die Flügelunterseiten sind leuchtend rot. Der lange Schwanz ist bläulich violett gefärbt und hat ein fast rechteckiges Ende. Die Augen sind dunkel und von einem roten Fleck umgeben. Der Vogel unterscheidet sich von anderen Turako-Arten vor allem durch seinen violetten Kamm, der außerhalb des direkten Sonnenlichts schwarz erscheint, sowie durch das Fehlen eines weißen Augenflecks. Im Vergleich zum ähnlichen Federhelmturako (Tauraco corythais) wirkt diese Art dunkler und weniger grün.
Es gibt keinen Geschlechtsdimorphismus. Jungvögel haben weniger ausgeprägte Farben.

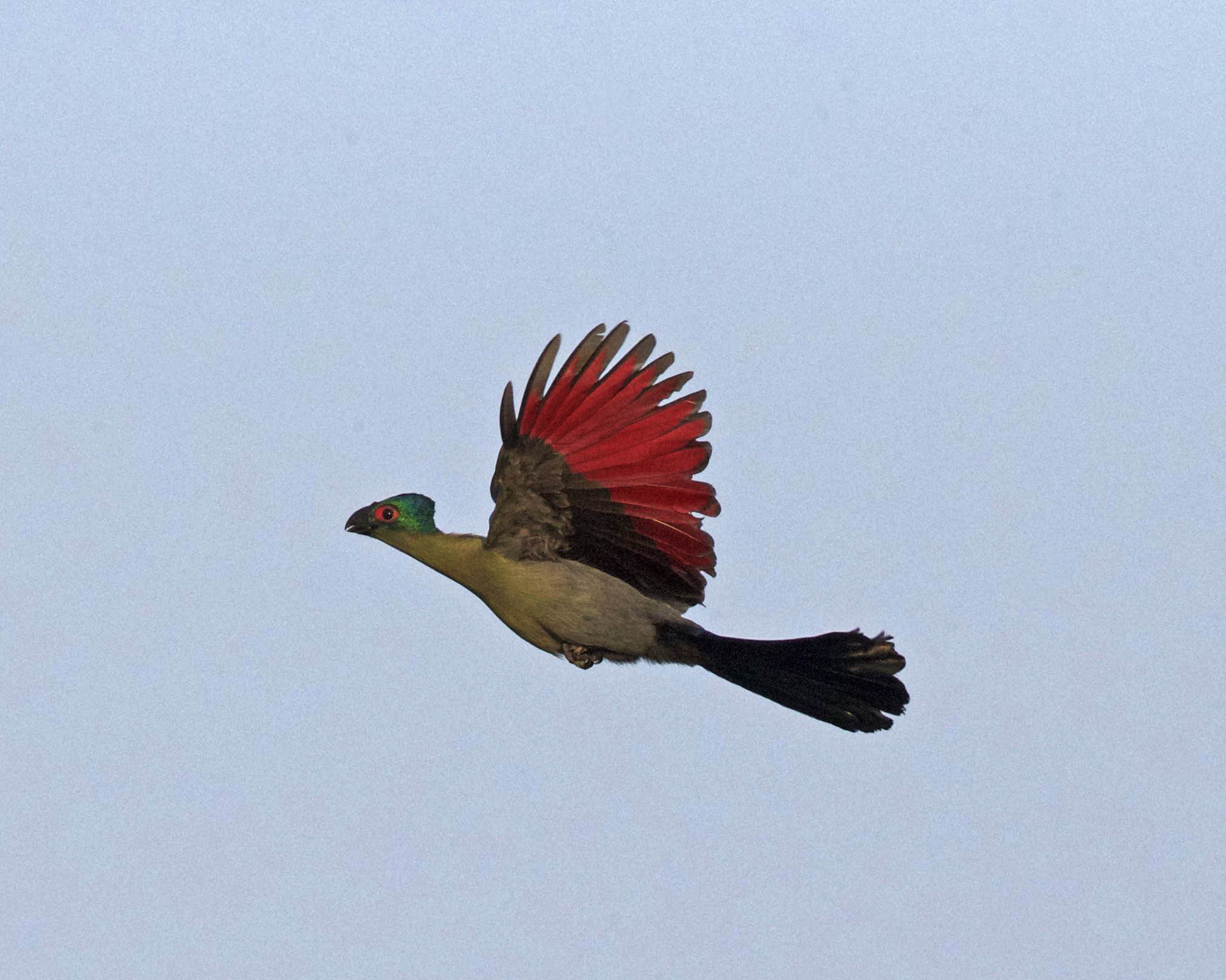
Fliegender Glanzhaubenturako

## Lebensweise
Der Glanzhaubenturako ist sehr scheu und kann häufig nur dann beobachtet werden, wenn er seinen Sitz wechselt und einen anderen Baum anfliegt. Im Flug sind die roten Flügelunterseiten auffällig. Er lebt entweder in Paaren oder kleinen Gruppen und fliegt nur selten im offenen Gelände. Die meiste Zeit verbringt er in der Nähe von Bäumen. Er ist sehr flink und kann im Geäst gut laufen und auch von Ast zu Ast springen. Er ernährt sich von Früchten, Jungtiere von Insekten, Muscheln und Schnecken.
Die Paarung findet zwischen August und Jänner statt. Die Nester werden in etwa vier Metern Höhe gebaut. Darin legen die Weibchen zwei bis drei Eier, die 22 bis 25 Tage lang abwechselnd von beiden Eltern bebrütet werden. Die Jungtiere können nach etwa fünf Wochen fliegen.

## Verbreitung und Lebensraum

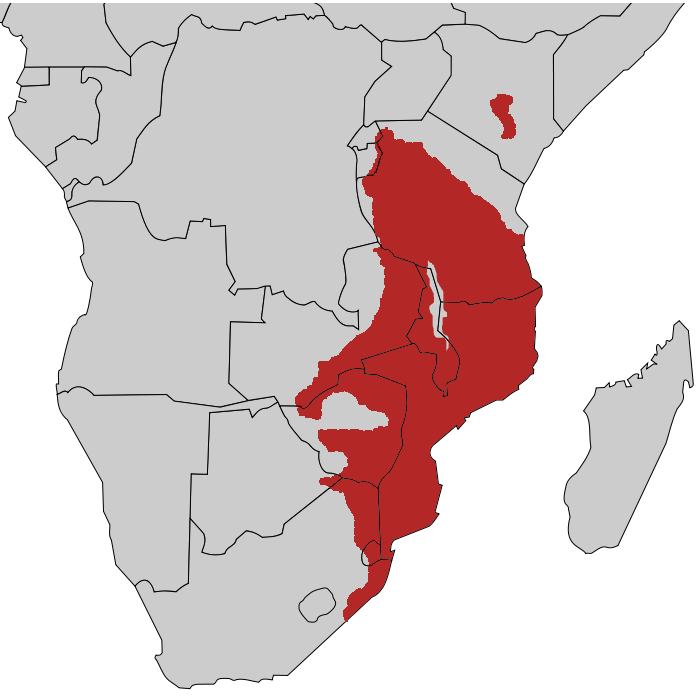
Verbreitung des Glanzhaubenturako

Der Glanzhaubenturako ist im östlichen Teil des südlichen Afrikas, vor allem im südlichen Mosambik und auch im Osten Südafrikas und Simbabwes und in Eswatini verbreitet. Sein Lebensraum sind dichte Wälder und Waldgebiete entlang von Küsten und Flüssen.

## Systematik
Innerhalb der Art werden zwei Unterarten unterschieden:
- Gallirex porphyreolophus chlorochlamys (Shelley, 1881) kommt im südöstlichen Kenia bis ins nördliche Mosambik und Malawi vor.
- Gallirex porphyreolophus porphyreolophus (Vigors, 1831) ist in Simbabwe und Mosambik bis ins nordöstliche Südafrika verbreitet.